# Henk Sneevliet
Hendricus Josephus Franciscus Marie (Henk) Sneevliet, ook bekend onder de schuilnaam Maring, (Rotterdam, 13 mei 1883 – Kamp Amersfoort (Leusden), 13 april 1942) was een Nederlands politicus, vakbondsman, marxist en verzetsstrijder.

## Levensloop

### Jeugd
Sneevliet werd in 1883 geboren in de Rotterdamse wijk Crooswijk, als zoon van de sigarenmaker Antonie Sneevliet en Hendrikje Macklenbergh. Het rooms-katholieke gezin Sneevliet was straatarm. Henk Sneevliets moeder overleed drie jaar na zijn geboorte aan tuberculose en hij werd verder opgevoed in Den Bosch, aanvankelijk door zijn grootmoeder, later door twee tantes. Zijn vader bleef in Rotterdam wonen en hertrouwde. Sneevliet volgde in Den Bosch de hbs met financiële steun van de Bossche Loge van de Vrijmetselarij.

### Werk en politieke activiteit

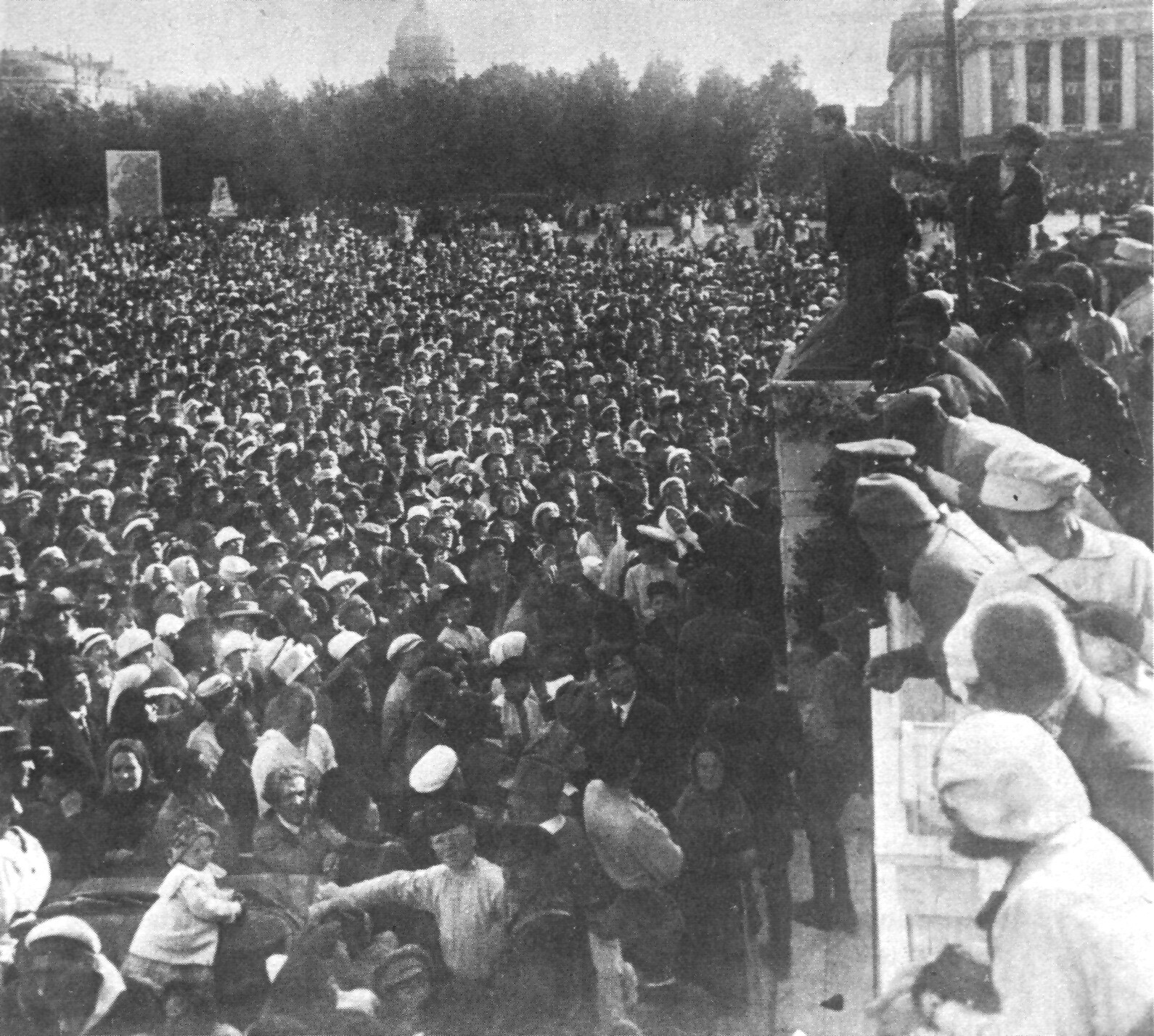
Sneevliet met Trotski (Petrograd, 1920)

In 1900 ging Sneevliet werken bij het spoor. Al gauw verliet hij het katholieke geloof en werd hij actief binnen de Sociaal-Democratische Arbeiderspartij (SDAP) en de Nederlandsche Vereeniging van Spoor- en Tramwegpersoneel (NV). In deze hoedanigheid raakte hij betrokken bij de spoorwegstakingen van 1903. In 1907 werd hij verkozen als gemeenteraadslid in Zwolle voor de SDAP, waar hij Henriette Roland Holst ontmoette. Binnen de SDAP stonden beiden bekend als orthodoxe marxisten.
In 1910 werd Sneevliet vrijgestelde van de NV; in 1911 voorzitter. Datzelfde jaar brak een internationale zeeliedenstaking uit, die ook de Amsterdamse haven trof. De SDAP steunde de staking niet omdat het NVV dat ook niet deed. Sneevliet was solidair met de stakers, en stapte in 1912, tegelijk met Henriette Roland Holst, uit de partij. Sneevliet werd hetzelfde jaar nog lid van de Sociaal-Democratische Partij (SDP), die later hernoemd werd naar Communistische Partij Holland (CPH); Roland Holst volgde later. SDAP-leider Pieter Jelles Troelstra deed nog een vergeefse poging om Sneevliet 'binnenboord' te houden.

### Nederlands-Indië en China

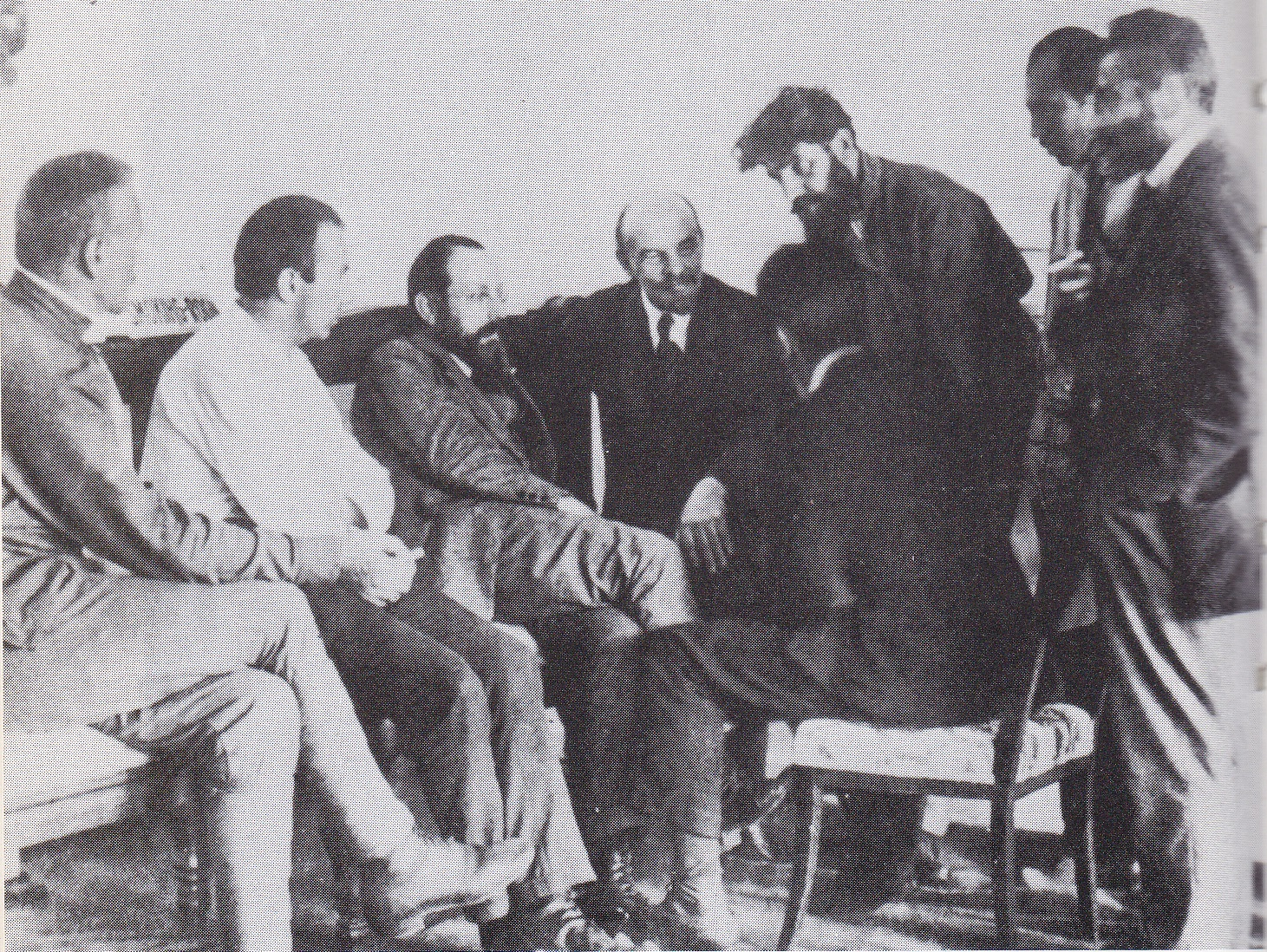
Sneevliet (met baard), zittend naast Lenin tijdens de Komintern (USSR, 1920)

Wegens zijn actieverleden was het voor Sneevliet onmogelijk bij het spoor te blijven werken. In 1913 vertrok hij naar Nederlands-Indië. Daar werkte hij enkele maanden als verslaggever voor het Soerabajaasch Handelsblad, en was daarna secretaris van de Handelsvereniging Semarang. Hij kwam in contact met Ernest Douwes Dekker en zette zich in voor Indische autonomie. In mei 1914 was Sneevliet medeoprichter van de Indische Sociaal-Democratische Vereeniging, de latere Partai Komunis Indonesia (PKI). Hij bleef leider en Cominternvertegenwoordiger voor deze partij tot hij in 1918 door de autoriteiten werd uitgewezen. Zijn opvolger bij de PKI was Tan Malaka.
Sneevliet viel op bij de leiding van de Comintern, en werd naar China gestuurd om te helpen bij de oprichting van de Communistische Partij van China in 1921, waar hij de jonge Mao Zedong ontmoette. Ook overtuigde hij de Chinese communisten van de noodzaak tot samenwerking met de Kwomintang. Hij hielp bij het opzetten van de Militaire Academie van Whampoa. In deze tijd voerde hij de schuilnaam Maring. In China staat hij nog steeds bekend onder deze naam, zij het uitgesproken als Mǎ-lin (马林).

### Terug in Nederland: NAS en RSP

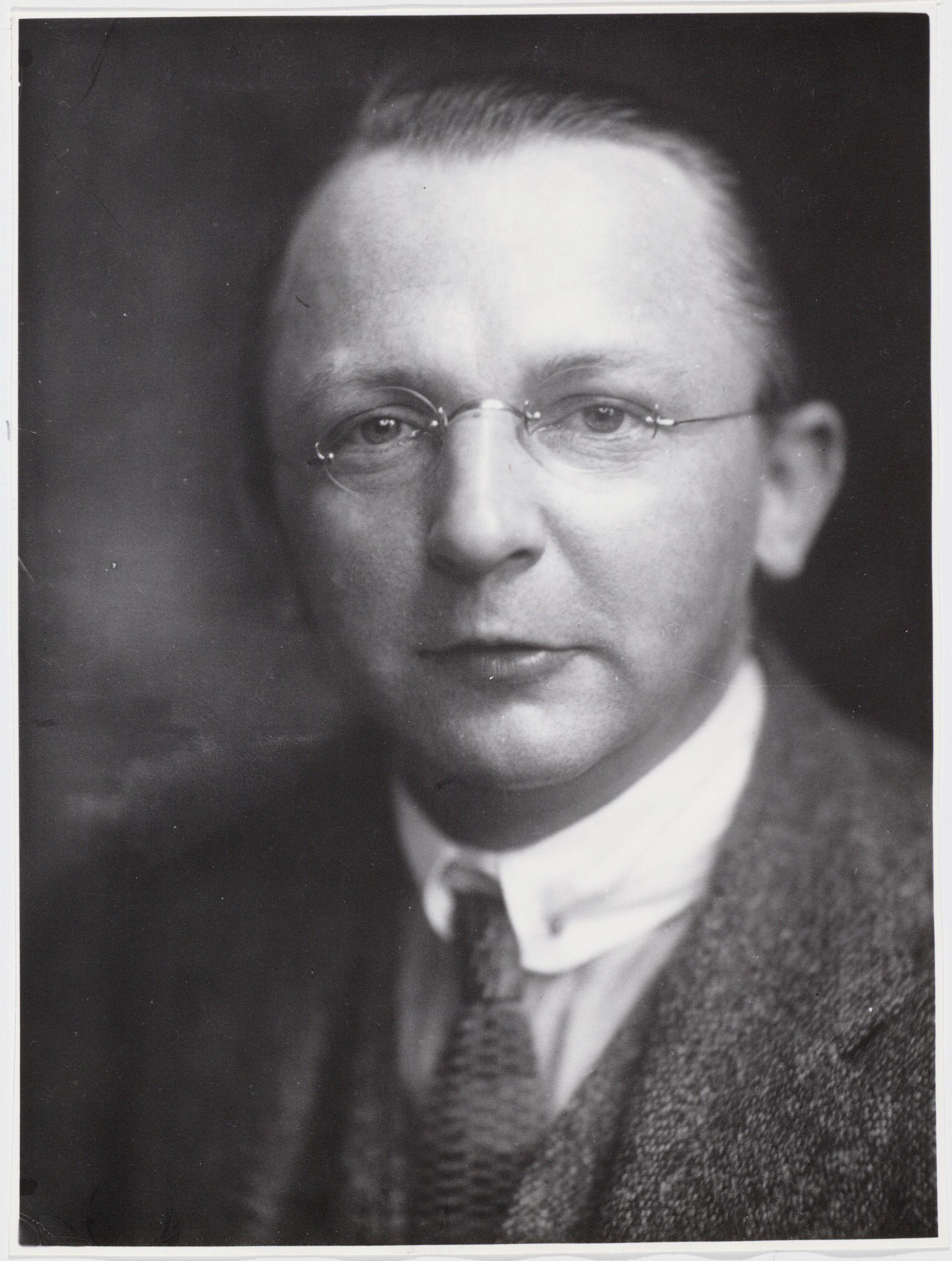
Sneevliet (foto Jacob Merkelbach)

In 1924 werd Sneevliet, terug in Nederland, gekozen als voorzitter van de radicale vakcentrale, het Nationaal Arbeids-Secretariaat (NAS). Deze positie behield hij tot 1940. Na de machtsovername van Stalin in 1927 keerde Sneevliet zich af van de politiek van de Sovjet-Unie, en koos hij de kant van Trotski. Hij verliet de CPH. Tegelijk verbrak het NAS de banden met de CPH en de Comintern. Van 1933 tot 1937 zat Sneevliet in de Tweede Kamer namens de door hem opgerichte Revolutionair-Socialistische Partij (RSP), die na fusie met de Onafhankelijke Socialistische Partij (OSP) opging in de Revolutionair-Socialistische Arbeiderspartij (RSAP). Hij werd verkozen terwijl hij nog vastzat wegens opruiing. Er zou een sombere tijd volgen: zijn beide zoons pleegden zelfmoord, zijn kameraad Trotski keerde zich van hem af, en als actievoerder tussen beroepspolitici verkeerde hij in de Kamer vier jaar in een isolement. Na 1937 verloor de tot RSAP omgedoopte partij haar Kamerzetel; Sneevliets opvolger W.F. Dolleman wist geen zetel te behalen. Sneevliet zelf werd gemeenteraadslid in Amsterdam.

### Spaanse Burgeroorlog
In 1936 bezocht Sneevliet namens de RSAP in Catalonië de Partido Obrero de Unificación Marxista (POUM), een revolutionairsocialistische partij, anti-stalinistisch en zeer kritisch ten aanzien van de sociaaldemocratie. De POUM wilde een sociale revolutie. Sneevliet sprak in Barcelona voor de POUM-radio. Hij ondersteunde uit alle macht de POUM die uit tactische overwegingen deel ging uitmaken van de regering. Trotski bestreed de POUM, en ondersteunde wel een kleine trotskistische organisatie. Sneevliets steun aan de POUM was naast andere politieke meningsverschillen, onder andere ten aanzien van de revolutionaire vakcentrale NAS, voor Trotski aanleiding definitief met Sneevliet te breken.
Naast de fascisten waren het ook de stalinisten die de POUM naar het leven stonden. Stalin gaf zijn geheime dienst, de GPOe, opdracht achter de oorlogslinies jacht te maken op POUM-leden. In geheime gevangenissen werden deze zogenaamde trotskisten uit de weg geruimd. Zo werd Andrés Nin, de leider van de POUM, gevangengenomen, gemarteld en vermoord.

### Tweede Wereldoorlog: verzet en terechtstelling

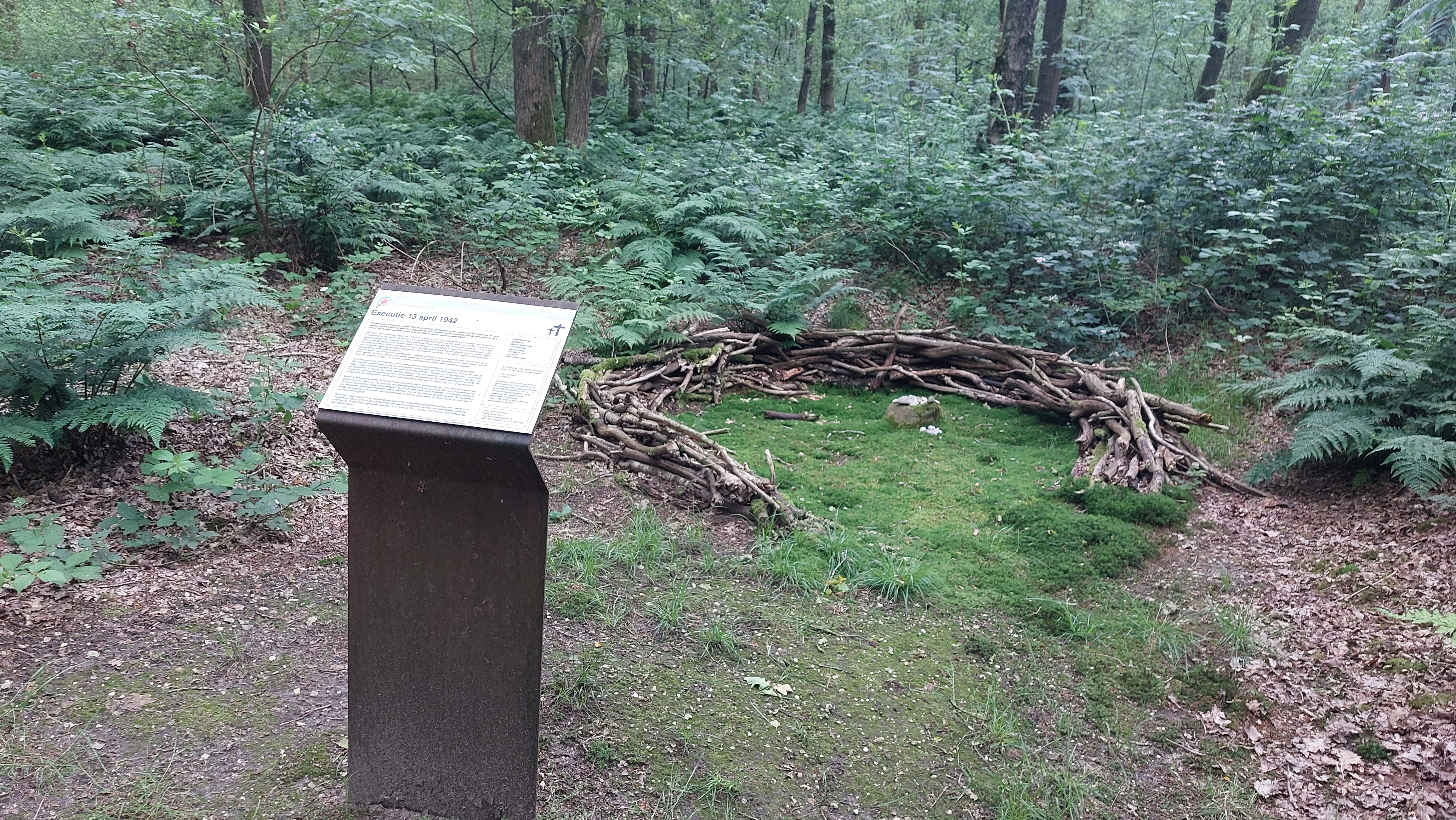
Executieplaats bij Kamp Amersfoort

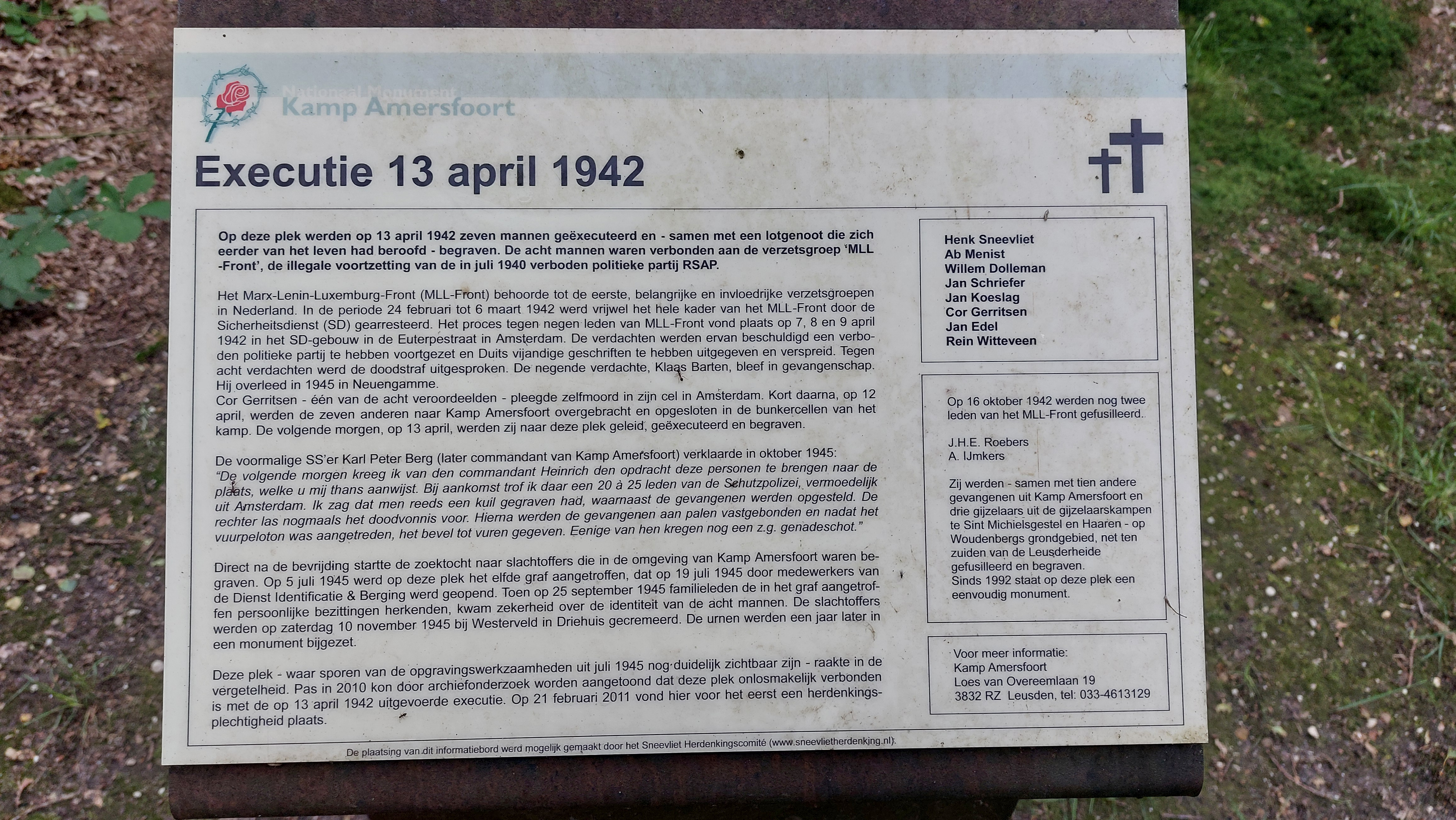
Executieplaats bij Kamp Amersfoort

Vanwege de oorlog werd de RSAP op 14 mei 1940 opgeheven. Sneevliet dook al op 10 mei onder en werd actief in het verzet: hij organiseerde met andere ex-RSAP-leden het Marx-Lenin-Luxemburg-front (MLL-front) en schreef illegale publicaties onder het pseudoniem Baanbreker. Op 6 maart 1942 werden hij en zijn vrouw op hun onderduikadres in Bergen op Zoom gearresteerd.
Voor het Deutsche Obergericht in Amsterdam werden hij en zeven kameraden ter dood veroordeeld. Een van hen pleegde zelfmoord in zijn cel. Op 12 april 1942 werd Sneevliet met de overige zes naar Kamp Amersfoort gebracht en de volgende ochtend even buiten kamp Amersfoort gefusilleerd. Pas in 2010 bleek uit archiefonderzoek dat de executieplek van de mannen van MLL-front zich niet, naar lange tijd werd aangenomen, op de Leusderheide bevond, maar dicht bij Kamp Amersfoort, achter het monument De Stenen Man.
In een afscheidsbrief aan zijn zus schreef hij onder andere: "Voor de zwakken onder mijn naasten gaf ik mijn krachten, ten slotte ook het leven zelf. Meer dan dat heb ik niet." Er wordt tevens gerapporteerd dat hij samen met zijn kameraden De Internationale zong tijdens de voltrekking van het vonnis.

## Verdere personalia
Henk Sneevliet was viermaal getrouwd. Zijn eerste vrouw was Geertruida Margaretha Elizabeth Visser; hun huwelijk duurde van 1906 tot 1908. In 1909 hertrouwde Sneevliet met Engelbertha Johanna Brouwer, een huwelijk dat tot 1924 stand hield. In 1911 kregen ze een eeneiige tweeling, twee zoons, Pim en Pam, die beiden homoseksueel waren en zelfmoord pleegden, respectievelijk in 1932 en 1937. Sneevliets derde vrouw was de Russische Sima Lwowna Zolkowskaja, die hij in Moskou ontmoette. Ze trouwden in 1926, toen ze samen al een dochter hadden, en scheidden in 1928. In 1931 huwde Sneevliet Wilhelmina Hendrika Draaijer, met wie hij samenbleef tot zijn arrestatie door de bezetter.

## Nagedachtenis
- Sneevliet wordt nog elk jaar op zijn sterfdag herdacht op de begraafplaats Westerveld.
- In Amsterdam zijn de Henk Sneevlietweg en het Henk Sneevlietpad naar hem vernoemd, daaraan dankt het gelijknamige metrostation zijn naam.
- Ook in de Volksrepubliek China wordt Sneevliet herinnerd. Zo publiceerde de historicus Li Yuzhen, de moeder van schrijfster Lulu Wang, in 2002 een lijvige biografie (448 pagina's) van de Nederlander, getiteld 马林传 (Ma Lin zhua, Biografie van Marin, ISBN 780109462X).